# 季康子
季康子（？—前468年），姬姓，季孫氏，名肥，季桓子季孙斯之子，東周春秋時代魯国的大夫。

## 生平

### 問政於孔子
季康子問政於孔子曰：「如殺無道，以就有道，何如？」孔子對曰：「子為政，焉用殺？子欲善，而民善矣。君子之德風，小人之德草。草上之風，必偃。」

### 襲父爵
鲁哀公三年（前492年），季桓子去世，季孙肥继位。
魯哀公七年（前488年），吴王夫差伐齐国，向鲁国徵百牢。季孫肥派子贡劝说吴王及太宰嚭。
魯哀公十一年（前484年），齐国伐鲁。季孫肥用冉有有功，从卫国接孔子归鲁。
魯哀公十四年（前481年）夏，齊國陳恆弒其君，孔子依哀公之言向季孫肥請求出兵，但被拒絕。
魯哀公十六年（前479年），孔子逝世。
魯哀公二十七年（前468年），季孫肥去世，諡康，稱季康子。